# Wapen van Vechtstromen

Wapen van Vechtstromen

Het wapen van Vechtstromen werd per Koninklijk Besluit (KB) op 8 december 2017 aan het waterschap Vechtstromen verleend. Dit waterschap werd gevormd met de fusie tussen de Velt en Vecht en Regge en Dinkel op 1 januari 2014.

## Beschrijving
De blazoenering luidt als volgt:
In goud twee golvende linkerschuinbalken van azuur, de bovenste komende vanuit de linker schildhoek, boven vergezeld van twee geopende burchten van keel naast elkaar. Het schild gedekt met een gouden kroon van drie bladeren en twee parels.
De heraldische kleuren zijn: azuur (blauw), goud (geel) en keel (rood). Het schild is gedekt met een gravenkroon.

## Geschiedenis
Op 1 oktober 2015 deed het waterschap een wapenaanvraag bij de Hoge Raad van Adel. Het ontwerp bestond uit een gevierendeeld wapen met daarop golvende dwarsbalken, een Saksenros en op twee kwartieren een burcht geplaatst. De Raad deed een voorstel voor een kleine aanpassing; het wapen zou beter tot zijn recht komen met een driedeling. Het waterschap (dat achteraf liet weten niet langer een Saksisch ros te willen gebruiken) reageerde echter met een nieuw voorstel. Twee golvende linkerschuinbalken op een groen veld met in de rechterbovenhoek twee burchten. De Hoge Raad liet weten dat het gebruik van kleur op kleur heraldisch gezien niet correct is. De raad stelde daarom voor om het tweede ontwerp te laten vervallen ten gunste van het eerste ontwerp. Het waterschap stelde voor om volgens de regels van de heraldiek het schild in goud uit te voeren en de golvende linkerschuinbalken te verlagen. Na enkele cosmetische aanpassingen werd er door de Raad goedkeuring verleend. Op 23 november 2017 werd het wapen verleend per Koninklijk Besluit van 8 december 2017.

## Symboliek
De burchten verwijzen naar het kasteel van Coevorden en het wapen van voorganger Regge en Dinkel. De burchten en dwarsbalken zijn dubbel afgebeeld omdat het werkgebied de twee provincies Drenthe en Overijssel en twee rivieren omvat. Deze uitleg is opmerkelijk, want het waterschap omvat drie rivieren (Vecht, Regge en Dinkel) en drie provincies; een klein deel van het waterschap ligt in Gelderland. Het goud staat voor het land.

## Verwante wapens

Wapen van 't Suydevelt
Wapen van Regge en Dinkel